# Scott Tipton
Scott Randall Tipton (Española, 9 novembre 1956) è un politico statunitense, membro della Camera dei Rappresentanti per lo stato del Colorado dal 2011 al 2021.

## Biografia
Nato nel Nuovo Messico, Tipton crebbe nel Colorado e dopo gli studi lavorò come imprenditore per poi entrare in politica con il Partito Repubblicano.
Nel 2006 si candidò alla Camera dei Rappresentanti contro il deputato democratico in carica John Salazar ma venne sconfitto con ampio margine di scarto. Nel 2008 venne eletto all'interno della legislatura statale del Colorado, dove rimase per due anni. Nel 2010 si candidò per la seconda volta contro Salazar e in questa occasione riuscì a prevalere di misura sull'avversario, venendo eletto deputato. Fu poi riconfermato nelle successive quattro tornate elettorali. Nel 2020 affrontò nelle primarie l'avversaria Lauren Boebert che lo sconfisse a sorpresa. Nello stato del Colorado un deputato in carica non veniva battuto nelle primarie da quarantotto anni.
Sposato, Tipton è padre di due figlie.